# Саткевич, Владимир Александрович
Владимир Александрович Саткевич (1876 — 1976) — советский военно-морской деятель, инженерный работник, начальник кафедры астрономии Военно-морского училища им. М. В. Фрунзе, инженер-контр-адмирал (1940).

## Биография
Родился в русской семье. Старший брат ― Александр Александрович Саткевич, военный инженер. Окончил Морской кадетский корпус в 1896, Минный офицерский класс в 1900, гидрографический отдел Морской академии в 1904. Участник Цусимского сражения на эскадренном броненосце «Орёл». Флаг-капитан штаба начальника отрядов и школ нижних чинов Балтийского флота с августа 1916 по 1917, беспартийный. В РККФ с ноября 1917, В 1939 старший преподаватель специальных предметов Военно-морского училища им. М.В.Фрунзе. В годы Великой Отечественной войны (с 1940 по 1947) — начальник кафедры астрономии ВВМУ имени М. В. Фрунзе, одновременно преподавал в Ленинградском химико-технологическом институте. Похоронен на Большеохтинском кладбище.

### Звания
- Мичман (1896);
- Лейтенант;
- Капитан 1-го ранга (10 апреля 1916);
- Военинженер 2-го ранга;
- Инженер-флагман 3-го ранга (31 мая 1939);[5][6]
- Инженер-контр-адмирал (4 июня 1940)[7][8].

### Награды
- Орден Святого Станислава 3-й степени (1901);
- Орден Святого Владимира 4-й степени с мечами и бантом (1908);
- Орден Святой Анны 2-й степени (1908);
- Орден Святого Станислава 2-й степени (1911);
- Орден Святой Анны 2-й степени (1913);
- Орден Красного Знамени (1944);
- Орден Трудового Красного Знамени (1944);
- Юбилейная медаль «XX лет Рабоче-Крестьянской Красной Армии» (1938);
- Медаль «За победу над Германией в Великой Отечественной войне 1941—1945 гг.» (1945).

## Публикации
- Учебник по минному делу в 1907;
- Учебник по электромеханике в 1909;
- Учебник по физике для школы юнг в 1913;
- Учебник по теории корабля в 1931;
- Учебник по кораблеустройству в 1936.